# دانيال رامزي
دانيال رامزي (بالإنجليزية: Daniel Ramsay)‏ هو لاعب اتحاد الرغبي نيوزيلندي، ولد في 1 يونيو 1984 في إنفركارجل في نيوزيلندا.

## وصلات خارجية
- دانيال رامزي عل موقع إسبنسكروم (الإنجليزية)
- دانيال رامزي على موقع ItsRugby.co.uk (الإنجليزية)